# 娄村三义庙大殿
娄村三义庙大殿，位于中国河北省保定市娄村，为保定市涞水县的一个省级文物保护单位，类型为古建筑，公布时间为1993年7月15日。
娄村三义庙大殿的历史年代为清代。